# Воловик, Лазарь Осипович
Лазарь Осипович Воловик (25 января 1902, Кременчуг, Полтавская губерния — 11 апреля 1977, Париж) — французский художник, выходец из России.
Родился в Кременчуге в еврейской семье, отец был коммерсантом, но умер в 1909 году и детство художника прошло в нищете. С 1917-го по 1919 год учился в Харьковской художественной школе. После принял решение ехать в Париж. Уехав из Севастополя, попал в Турцию. Для заработка работал моделью художникам. В 1921 году наконец добрался до Парижа и поселился в «Улье». Его соседями были такие художники, как М. Кикоин, П. Кремень, X. Сутин, Я. Шапиро. В 1922 начал посещать занятия в академии Гранд-Шомьер.
После ухудшения здоровья в 1974 году покончил с живописью. В 1977 году умер в Париже. Посмертно его работы были представлены на многих выставках: в музее Жакмар-Андре, в Большом дворце. В 1985 работы экспонировались на выставке «Парижская школа Монпарнаса. Пуни и его круг» в de la Rose-Croix. В 1980-е годы его вдова Лия Гржебина (дочь издателя З. И. Гржебина) передала ряд его работ в ГМИИ и ГРМ.